# Darmozjady
Darmozjady – polski punkrockowy zespół muzyczny (1989–1990?), utworzony przez Dariusza Duszę. W skład tria, oprócz Duszy jako lidera (gitary, śpiew i perkusja), wchodzili jeszcze:
- Lucjan Gryszka – gitara basowa i perkusja (ex-Absurd)
- Adam Lomania – instrumenty klawiszowe.

Czas zawiązania zespołu to szczyt popularności cold wave, a grupa i jej twórczość były próbą odreagowania tego zjawiska. Sam Dusza stwierdził: „Darmozjady to był wygłup i kaprys”. W 1990 ukazała się ich jedyna płyta, zatytułowana Darmozjady, wydana przez wytwórnię Veriton (SXV 1007). Po rozpadzie Darmozjadów Lomania i Gryszka znaleźli się w zespole Cree Sebastiana Riedla, a Dusza organizował kolejną grupę: Chuliganów.